# Parque nacional Rocas Palmerston
Rocas Palmerston es un parque nacional en Queensland (Australia), ubicado a 1321 km al noroeste de Brisbane.

## Datos
- Área: 0,10 km²
- Fecha de Creación: 1967
- Administración: Servicio para la Vida Salvaje de Queensland
- Categoría IUCN: II